# 2009-es Honda Indy Toronto
A 2009-es Honda Indy Toronto volt a tizedik verseny a 2009-es IndyCar Series szezonban. 2009. július 12-én rendezték meg a futamot az 1.755 (2.824 km) mérföldes Street of Torontón a kanadai Torontóban. Dario Franchitti nyerte a futamot, ezzel beérte Scott Dixont a győzelmek számában. Franchitti két ponttal vezet Dixon előtt az edmontoni verseny előtt. Ryan Briscoe zsinórban ötödször lett második az elmúlt 6 futamból, a csapattársa Will Power egy 3. hellyel tért vissza hosszú kihagyás után.

## Rajtfelállás
| Rajtsor | Belső ív | Belső ív          | Külső ív | Külső ív          |
| ------- | -------- | ----------------- | -------- | ----------------- |
| 1       | 10       | Dario Franchitti  | 12       | Will Power        |
| 2       | 02       | Graham Rahal      | 18       | Justin Wilson     |
| 3       | 34       | Alex Tagliani     | 24       | Mike Conway       |
| 4       | 06       | Robert Doornbos   | 9        | Scott Dixon       |
| 5       | 2        | Raphael Matos     | 3        | Hélio Castroneves |
| 6       | 6        | Ryan Briscoe      | 14       | Ryan Hunter-Reay  |
| 7       | 5        | Mario Moraes      | 23       | Tomas Scheckter   |
| 8       | 15       | Paul Tracy        | 13       | E.J. Viso         |
| 9       | 26       | Marco Andretti    | 7        | Danica Patrick    |
| 10      | 20       | Ed Carpenter      | 11       | Tony Kanaan       |
| 11      | 4        | Dan Wheldon       | 27       | Hideki Mutoh      |
| 12      | 98       | Richard Antinucci |          |                   |

## Futam
| Pozíció | #  | Pilóta            | Csapat                      | Futott kör | Idő/Kiesés oka         | Rajthely | Élen töltött körök száma | Pont |
| ------- | -- | ----------------- | --------------------------- | ---------- | ---------------------- | -------- | ------------------------ | ---- |
| 1.      | 10 | Dario Franchitti  | Chip Ganassi Racing         | 85         | 1:43:47.1408           | 1        | 45                       | 53   |
| 2.      | 6  | Ryan Briscoe      | Team Penske                 | 85         | +1.6745                | 11       | 0                        | 40   |
| 3.      | 12 | Will Power        | Team Penske                 | 85         | +2.1355                | 2        | 0                        | 35   |
| 4.      | 9  | Scott Dixon       | Chip Ganassi Racing         | 85         | +2.4803                | 8        | 1                        | 32   |
| 5.      | 18 | Justin Wilson     | Dale Coyne Racing           | 85         | +2.9230                | 4        | 0                        | 30   |
| 6.      | 7  | Danica Patrick    | Andretti Green Racing       | 85         | +6.4095                | 18       | 0                        | 28   |
| 7.      | 14 | Ryan Hunter-Reay  | A.J. Foyt Enterprises       | 85         | +7.1837                | 12       | 0                        | 26   |
| 8.      | 26 | Marco Andretti    | Andretti Green Racing       | 85         | +8.2552                | 17       | 0                        | 24   |
| 9.      | 34 | Alex Tagliani     | Conquest Racing             | 85         | +13.4745               | 5        | 21                       | 22   |
| 10.     | 2  | Raphael Matos     | Luczo-Dragon Racing         | 85         | +16.0983               | 9        | 0                        | 20   |
| 11.     | 5  | Mario Moraes      | KV Racing Technology        | 85         | +19.0141               | 13       | 1                        | 19   |
| 12.     | 27 | Hideki Mutoh      | Andretti Green Racing       | 84         | +1 kör                 | 22       | 0                        | 18   |
| 13.     | 13 | E.J. Viso         | HVM Racing                  | 84         | +1 kör                 | 16       | 0                        | 17   |
| 14.     | 4  | Dan Wheldon       | Panther Racing              | 84         | +1 kör                 | 21       | 0                        | 16   |
| 15.     | 20 | Ed Carpenter      | Vision Racing               | 82         | +3 kör                 | 19       | 0                        | 15   |
| 16.     | 23 | Tomas Scheckter   | Dreyer & Reinbold Racing    | 74         | Baleset                | 14       | 6                        | 14   |
| 17.     | 11 | Tony Kanaan       | Andretti Green Racing       | 70         | Baleset                | 20       | 0                        | 13   |
| 18.     | 3  | Hélio Castroneves | Team Penske                 | 65         | Baleset Tracy-vel      | 10       | 12                       | 12   |
| 19.     | 15 | Paul Tracy        | KV Racing Technology        | 65         | Baleset Castroneves-el | 15       | 0                        | 12   |
| 20.     | 02 | Graham Rahal      | Newman/Haas/Laningan Racing | 57         | Baleset                | 3        | 0                        | 12   |
| 21.     | 98 | Richard Antinucci | Team 3G                     | 41         | Kormányfogasléc        | 23       | 0                        | 12   |
| 22.     | 24 | Mike Conway       | Dreyer & Reinbold Racing    | 32         | Baleset                | 6        | 0                        | 12   |
| 23.     | 06 | Robert Doornbos   | Newman/Haas/Laningan Racing | 26         | Váltóhiba              | 7        | 0                        | 12   |

## Bajnokság állása a verseny után
Pilóták bajnoki állása
| Pozíció | Pilóta            | Pont |
| ------- | ----------------- | ---- |
| 1       | Dario Franchitti  | 347  |
| 2       | Scott Dixon       | 345  |
| 3       | Ryan Briscoe      | 334  |
| 4       | Hélio Castroneves | 269  |
| 5       | Danica Patrick    | 266  |